# 정운영
정운영(鄭雲暎, 1944년 3월 18일 ~ 2005년 9월 24일)은 대한민국의 경제학자, 언론인이다. 정통 마르크스주의 경제학을 소개한 진보경제학자로 알려져 있다.

## 생애
충청남도 온양시(현재 아산시)에서 태어나 대구에서 초등학교와 중학교를 졸업한 후, 다시 온양으로 돌아와 온양고등학교를 나왔다. 1964년에는 서울대학교 상과대학 경제학과에 입학하여 1969년에 졸업했고, 이후 동 대학원에서 경제학 석사학위를 받았다. 
1972년 한국일보에 입사하여 기자로 일했고 후에 중앙일보에서 기자로 활동하기도 하였다. 로마 가톨릭 사제들의 도움으로 장학금을 받은 그는 벨기에로 유학, 1981년에 루뱅 대학교에서 경제학 박사 학위를 받았다. 귀국 후 이듬해 한신대학교 경상학부 교수로 임용하여 《마르크스 경제학》을 연구하여 김수행, 이영훈, 윤소영, 강남훈 등과 함께 한신 경제과학 연구소 활동을 주도했다. 1986년 한신대에서 해직당한 뒤, 서울대학교와 고려대학교 등에서 정치경제학을 강의했다.
1988년 한겨레신문 창간에 참여한 그는 비상임 논설 위원을 지냈으며,《전망대》 등의 칼럼을 통해 커다란 명성을 얻었다. 1991년 12월 31일에 한겨레신문사를 퇴사했다. 오랜 강사 생활 끝에 1999년 경기대학교 경제학과 부교수로 임용되었으며, 문화방송의 토론 프로그램인 《정운영의 100분 토론》진행자로 활동하기도 했다. 2000년에는 중앙일보 논설 위원으로 활동하여 《정운영 칼럼》이라는 제목의 집필을 해왔는데 당시 쓴 몇 편의 글은 친(親)재벌적인 논조로 자신의 평소의 학자로서의 신조와는 모순되었기 때문에 논란을 불러일으켰다.
1983년 위암 수술을 받았으며, 1987년에는 허파에 병이 생겨 입원하는 등 병마로 고생하기도 했다. 2005년 지병인 신장 질환으로 별세하였다. 향년 62세. 

## 수상 경력
- 언론인클럽 제12회 언론상(1996년, 신문칼럼상)
- 삼성언론재단 제3회 삼성언론상(1999년, 논평비평부문)

## 저서
- 《광대의 경제학》(1989년)
- 《저 낮은 경제학을 위하여》(1990년)
- 《경제학을 위한 변명》(1991년)
- 《노동가치이론 연구》(1993년)
- 《시지프의 언어》(1993년)
- 《레테를 위한 비망록》(1997년)
- 《피사의 전망대》(1998년)
- 《세기말의 질주》(1999년)
- 《정운영의 중국경제산책》(2001년, 자작나무)
- 《신세기 랩소디 : 정운영 교수가 바라본 전환기 사회에 대한 비판적 에세이》(2002년)
- 《노회찬 : 정운영이 만난 우리 시대 진보의 파수꾼》(2004년)
- 《심장은 왼쪽에 있음을 기억하라》(2006년)
- 《자본주의 경제 산책》(2006년)